# Benjamin Cole
Benjamin Cole, né en 1695 et mort en 1766, est un géomètre, cartographe, relieur, graveur et fabricant d'instruments anglais.

## Musées et collections publiques
- Musée des sciences et de la technologie du Canada
- Musée national des beaux-arts du Québec[1]
- Musée Stewart au Fort de l'île Sainte-Hélène